# 孔拉第峰
66°8′S 54°34′E / 66.133°S 54.567°E
孔拉第峰是南極洲的山峰，位於恩德比地，是內皮爾山脈的一部分，海拔高度1,040米，距離波利角西南面35公里，該山峰在1930年1月被發現。